# Wissegracht
Wissegracht is een hoeve in het Nederlandse dorp Hulsberg, provincie Limburg. Sinds 1967 is de hoeve een rijksmonument.

## Geschiedenis
Wissegracht is waarschijnlijk in de 15e eeuw gebouwd. In 1535 werd Anna Judenkop van Strijthagen met het huis beleend, nadat zij het had geërfd. Anna was in 1510 getrouwd met Joris van Schaesberg. Zoon Willem werd in 1537 met kasteel Strijthagen beleend, waardoor het aannemelijk is dat zijn broer Johan het huis Wissegracht kreeg toebedeeld. In ieder geval bleef Wissegracht binnen de familie Van Schaesberg.
In 1691 erfde Godefrida Elisabeth Isabella barones van Schaesberg het goed Wissegracht van haar vader Wolfgang Wilhelm. Godefrida trouwde enkele malen en kreeg ook kinderen, maar het is niet bekend wie Wissegracht van haar heeft geërfd.
Eind 18e eeuw had het echtpaar Johannes Lambertus Loyens en Ida Habets het goed in eigendom.
In 1841 was Wissegracht in handen van Oscar graaf de Marchant d'Ansembourg.

## Beschrijving
Wissegracht is een vierkante hoeve rondom een binnenplaats. De totale afmeting van de hoeve is circa 40 bij 52 meter. Op de zuidwesthoek staat het blokvormige woonhuis van twee verdiepingen, afgedekt door een schilddak. Dit huis is opgetrokken in mergelsteen. De zware muren zijn aan de buitenzijde voorzien van steunberen: dit kan er op wijzen dat het huis ooit was omgeven door een slotgracht. Het woonhuis dateert vermoedelijk uit de 15e eeuw.
Tot in ieder geval 1805 was het woonhuis een vrijstaand gebouw, met aan de zuidoostzijde een u-vormig dienstgebouw. Hierna is het complex uitgebreid, want twintig jaar later blijkt het woonhuis onderdeel te zijn geworden van een gesloten hoeve rondom een binnenplaats. In de 19e-eeuwse dienstgebouwen zijn nog oudere muurdelen met speklagen bewaard gebleven.
Aerwinkel · Kasteel Afferden · Aldt Huys · Aldenborgh · Kasteel Aldenghoor · Aldenhoven · Alte Burg · Kasteel Amstenrade · Slot Annendael · Kasteel Arcen · Baersdonck · Bakvliet · Baronsberg · Baxhof · Beegden ·  Benzenrade · Kasteel De Berckt · Kasteel Bethlehem · Beusdaelshof · Binsfeld · Huis Blankenberg · Kasteel Bleijenbeek · Blitterswijck · Boerlo · Bolberg · Bollenberg · Kasteel De Bongard · Borggraaf · Kasteel d'Erp · Kasteel Borggraaf · Kasteel Borgharen · Kasteel Born · Huis Bree · Breust · Kasteel Broekhuizen · Broekhuizen · Gracht Burggraaf · Kasteel De Burght · Kasteel Cartils · Cloppenburg (Oost-Maarland) · Kasteel Cortenbach · Huis De Dael · Dammerscheid · Kasteel De Bockenhof · De Donck (Sevenum) · De Donck (Swolgen) · De Dorth ·  Huis ten Dijcken · Kasteel Doenrade · De Doom · Douve · Douvenrade · De Dries · Kasteel Erenstein · Kasteel Eijsden · Eijsden · Einrade · Kasteel Elsloo · Ensenbroek · Eperhuis · Etzenraderhuuske · Exaten · Kasteel Eijckholt · Kasteel Eyckholt · Eys · Gastendonck · Kasteel Genbroek · Gebroken Slot · Kasteel Geijsteren · Kasteel Op Genhoes · Kasteel Genhoes · Genneperhuis · Kasteel Het Geudje · Kasteel Geulle · Kasteel Geusselt · Geijsteren · Gen Heck · Ghoor · Kasteel Goedenraad · Kasteel Grasbroek · Kasteel Groenendaal · Groethof · Groot Paarlo · Kasteel van Gronsveld · De Gun ·Kasteel Haeren · Kasteel Den Halder · Heerlaer · Heeze · Heijen · 's-Herenanstel · Kasteel Hillenraad · Kasteel Hoensbroek · Hoenshuis · Holstrate · Holtmühle · Huize Holtum · Kasteel Horn · De Horst · Huys ter Horst · Ten Hove (Grathem) · Ten Hove (Panningen) · Huis Brias · Huis Darth ·  Kasteel Hurpesch · Kasteel Sint-Jansgeleen · Kasteel Jerusalem · Kasteel Kaldenbroek · Den Kamp · Kasteel Karsveld · Kasteel Keverberg · Klein Paarlo · Klimmender Huuske · De Kolck · Koppelberg · Laar · Landsfort · Kasteel Lemiers · Kasteelruïne Lichtenberg · Kasteel Limbricht · Lonesteyn · Huize Lovendael · Mazenburg · Kasteel van Meerlo · Kasteel Meerssenhoven · Meezenbroek · Kasteel van Mheer · Middelaar · Kasteel Millen · Kasteel Montfort · Movert · Mulrode · De Munt · Château Neercanne · Kasteel Neubourg · Nienghoor · Huis Nierhoven · Kasteel Nieuwenbroeck · Nije Huys · Kasteel Nijenborgh · Kasteel Nijswiller · Nijthuysen · Kasteel Obbicht · Oedenrade · Kasteel Ooijen · Kasteel Oost (Valkenburg) · Kasteel Oost (Oost-Maarland) · Kasteel Ouborg · Overen · Kasteel Passarts-Nieuwenhagen · Prickenis · Prinsenhof · Puth · De Putting · Raath · De Raay · Ravenhof · Kasteel Reijmersbeek · Kasteel van Rijckholt · Kasteel Rivieren · Rodenbroek · Rosendaal · Kasteel Schaesberg · Kasteel Schaloen · Te Scharen · Schenkenburg · Kasteel Scheres · De Spijker (Geijsteren) · De Spijker (Leeuwen) · Huis Severen · Sibberhuuske · Château St. Gerlach · Spraland · Huis De Spyker · Huize Stalberg · Stalberg (Wellerlooi) · De Steeg · Kasteel Stein · Steinhagen · Steenen Huis · Stoel van Swentibold · Strijthagen (Landgraaf) · Strijthagen (Welten) · Struyver · Kasteel Terborgh · Terlinden (Wijnandsrade) · Terveurdt · Ter Weyer · Kasteel Ter Worm · De Tombe · Huis De Torentjes · Triest · Trippaert · Kasteel Vaalsbroek · Kasteel Vaeshartelt · Valkenburg · Vliek · De Vroenhof · Vrijburg · Kasteel Wambach · Warenberg · Well · Weyershof ·  Wijlre · Kasteel Wijnandsrade · Wijnandsrade · Wijnantshof · Wissegracht · Huize Witham · Kasteel Wittem · Wolfrath · Wylre